# DRB Baureihe 01.10

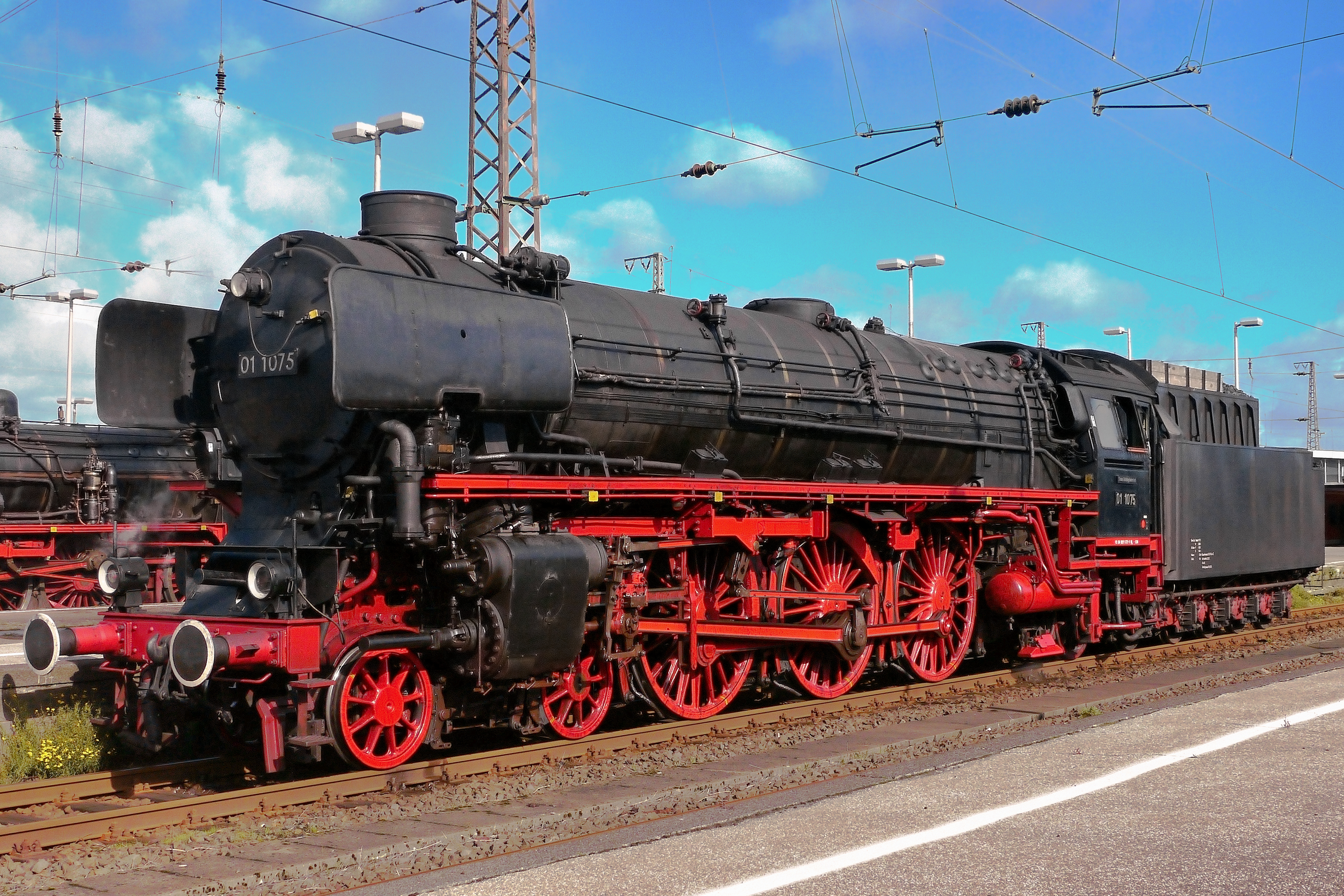
De sneltrein-stoomlocomotief 01 1075 van de Stoom Stichting Nederland (SSN) op 25 september 2010 tijdens een speciale rit naar Königswinter in het Hauptbahnhof van Oberhausen.

De DRB Baureihe 01.10 is een serie van 55 stoomlocomotieven die gebouwd zijn voor de Deutsche Reichsbahn (DRB), het Duitse spoorwegbedrijf van 1937 - 1949.
De locomotief heeft de asindeling 2'C1', dus voor twee loopassen in een draaistel, drie aangedreven en gekoppelde assen en achter nog een loopas in een draaistel. De locs kregen de 5-assige eenheidstender T38 met de asindeling 2'3.
De locs waren in staat om een trein van 550 ton op vlakke trajecten met 120 km/uur te vervoeren en een trein van 435 ton bij 4 promille met 100 km/uur.
Alhoewel ontworpen voor 140 km/u bleef dit in de praktijk beperkt tot 130 km/uur of zelfs 120 km/uur.

## Geschiedenis
Er was behoefte aan 400 snelle locomotieven voor het personenvervoer. In 1939 werd de bestelling van 204 locomotieven bij verschillende fabrieken geplaatst. Door de Tweede Wereldoorlog werden door de firma Schwartzkopff te Berlijn slechts 55 locomotieven afgeleverd. De serie kan als 3-cilinder variant worden beschouwd van de DRG Baureihe 01, maar toch zijn er wezenlijke verschillen. De locomotieven kregen een stroomlijnbekleding over loc en tender en in het Derde Rijk prijkte het hakenkruis op het machinistenhuis.

### Ombouw DB
De serie kwam na de Tweede Wereldoorlog in haar geheel terecht bij de DR, in het gebied van de westelijke bezettingszone van het verslagen Duitsland, dat vanaf 1949 Deutsche Bundesbahn zou gaan heten. In 1953 kreeg men problemen met de uit St.47 vervaardigde ketels. De DB besloot alle locs te voorzien van een nieuwe hoogrendementsketel en een voorverwarmer van het type Heinl; bovendien werd de stroomlijnbekleding bij alle locs afgenomen. Het vermogen steeg hierbij van 1559 tot 1728 kW.
In 1956 werd als proef loc 01 1100 voorzien van een oliestookinstallatie, daarna volgden nog eens 33 machines. Het vermogen van de loc nam hierdoor wederom toe tot van 1728 tot 1817 kW. De locs behielden hun originele nummers, maar in de praktijk sprak men van een loc uit de serie 01.10 Öl of 01.10 Kohle.
Vanaf 1968 werden alle locs van de DB voorzien van een computernummer en ingedeeld in nieuwe series (Baureihes). De kolengestookte versies werden ingedeeld in de serie 011 en de oliegestookte versies in de serie 012.

### Problemen met het drijfwerk
Een groot probleem van deze serie, dat nooit is opgelost, is het doorslippen van de aangedreven assen bij het optrekken, zelfs bij 120 km/uur. Dit had te maken met het feit dat de buitenste twee cilinders de tweede koppelas aandreven en de binnenliggende cilinder middels een krukas de voorste gekoppelde as, waardoor het drijfwerk uit balans was. Gebroken aandrijfstangen en andere ernstige schade waren schering en inslag. Deze problemen zijn jarenlang verzwegen door de DB en de reparatiekosten werden niet opgeteld bij het totaalbedrag van onderhoudskosten van stoomlocomotieven bij de DB.

### Zwanenzang
Het traject Rheine - Emden was het laatste traject, waar deze imposante sneltreinstoomlocs dienstdeden in de snel- en personentreindienst. Duizenden spoorwegenthousiastelingen hebben aan Bahnbetriebswerk Rheine of Emden een bezoek gebracht, of stonden langs het traject om de serie op foto, film of geluidsband vast te leggen. Ondanks de problemen met het drijfwerk konden de dieselhydraulische diesellocomotieven van de serie V200 die langzamerhand de 012-en vervingen op dit traject, de rijtijden van de stoomlocs amper bijhouden. In uitzonderlijke gevallen werd de 012 als voorspanloc samen met een loc uit de series 044 of 043 voor de zware ertstreinen gebruikt tussen Emden en Rheine. Op 31 mei 1975 werd de laatste 012 afgevoerd.

### Nummers
De volgende locomotieven zijn bewaard gebleven.
Loc 01 1102 werd weer voorzien van een nagebouwde stroomlijnbekleding uit 1939 in een niet correcte staalblauwe kleur. Deze loc strandde op 24 oktober 2004 in Hilversum met een defecte middencilinder en moest zijn reis voorzichtig op 2 cilinders voortzetten. De bewaarde locomotief SSN 01 1075 van de Stoom Stichting Nederland voert soms het nummer SSN 011 075-9. De loc is echter van 1968 tot 1975 een oliegestookte locomotief met het nummer DB 012 075-8, is pas in 1991 teruggebouwd naar kolenstook en geregistreerd met het nummer 90 84 0011 075-9.
| Lijst van de 01.10 |                  |                                   |                                              |                          |                                  |
| Nummer DRG         | Eigenaar na 1945 | Nummer na 1968                    | Huidige eigenaar                             | Standplaats              | Opmerkingen                      |
| 01 1056            | DB               | 011 056                           | EM Darmstadt-Kranichstein                    |                          |                                  |
| 01 1061            | DB               | 012 061                           | DDM Neuenmartk-Wisberg                       |                          |                                  |
| 01 1063            | DB               | 012 063                           | DB                                           | Braunschweig Hbf         | standbeeld                       |
| 01 1066            | DB               | 012 066 01 1066                   | UEF                                          |                          |                                  |
| 01 1075            | DB               | 012 075 01 1075 (bij SSN 011 075) | SSN                                          | Rotterdam Noord Goederen | omgebouwd op kolenstook          |
| 01 1081            | DB               | 012 081                           | EM Augsburg                                  |                          |                                  |
| 01 1082            | DB               | 012 082                           | DTM Berlijn                                  |                          |                                  |
| 01 1100            | DB               | 012 100                           | DB Museum koblenz                            | DB Museum Koblenz Lutzel |                                  |
| 01 1102            | DB               | 012 102                           | Süddeutschen Eisenbahnmuseum Heilbronn (SEH) |                          | voorzien van stroomlijnbekleding |
| 01 1104            | DB               | 012 104                           | Faszination Dampf e.V.                       |                          |                                  |

## Foto's

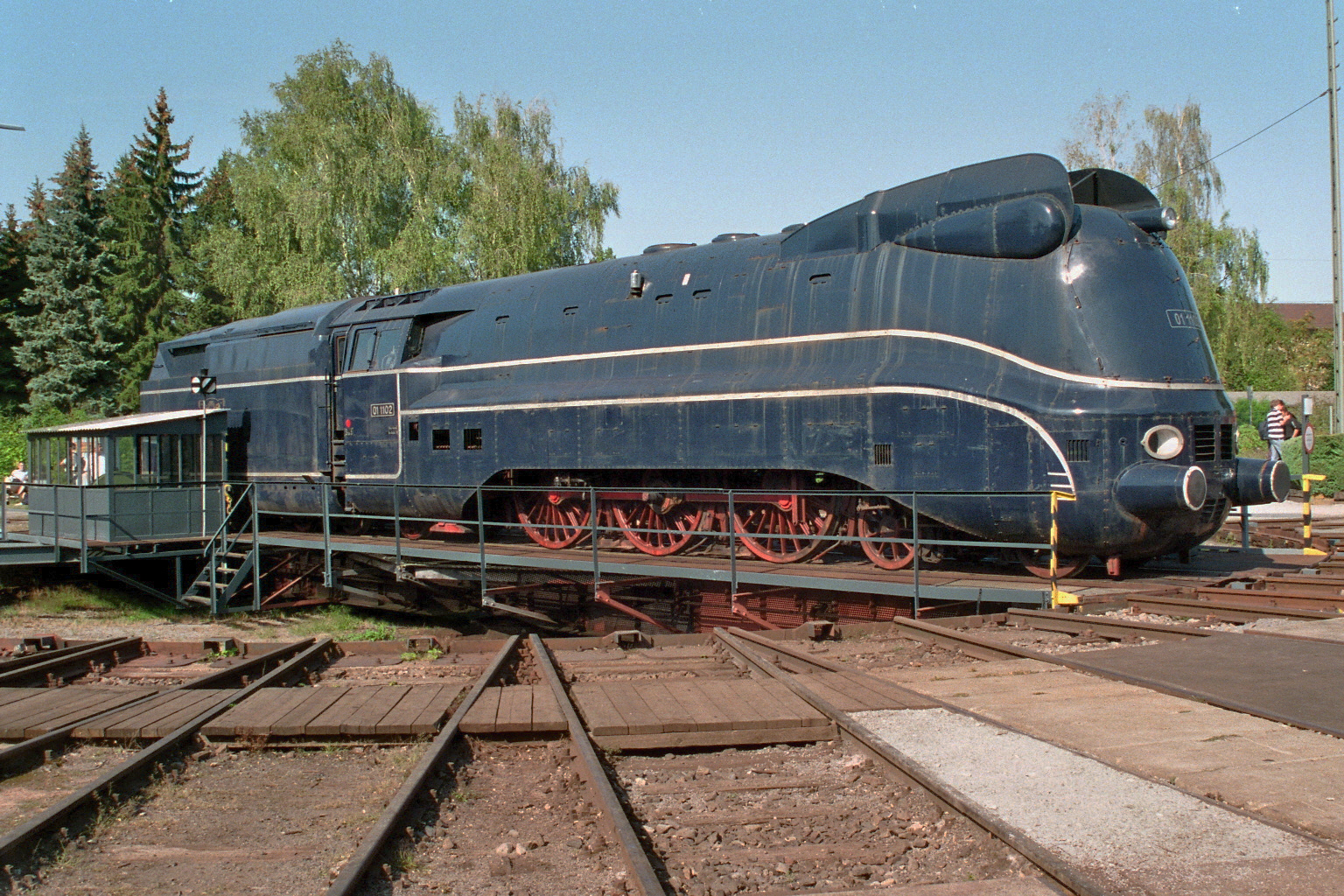
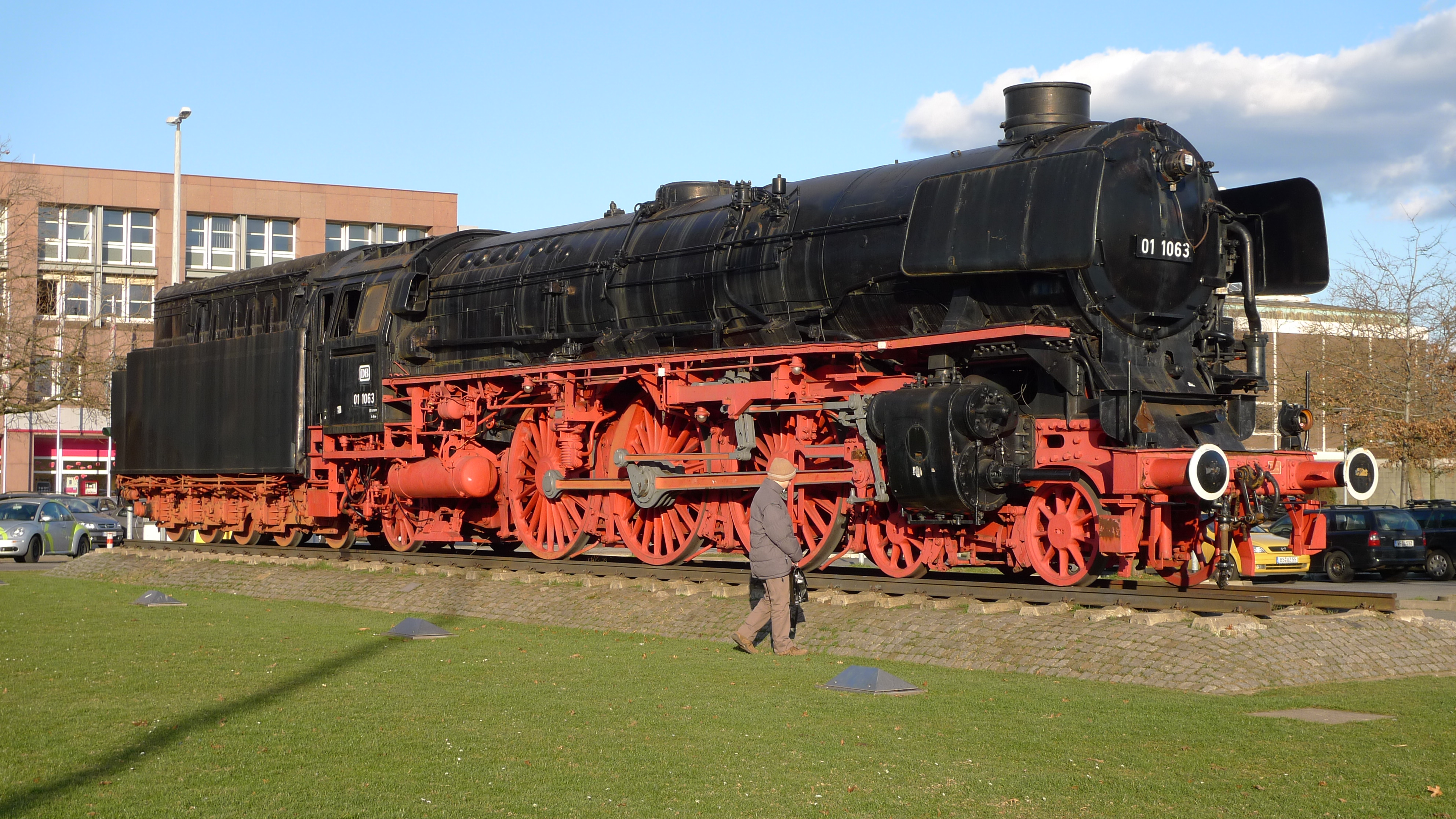
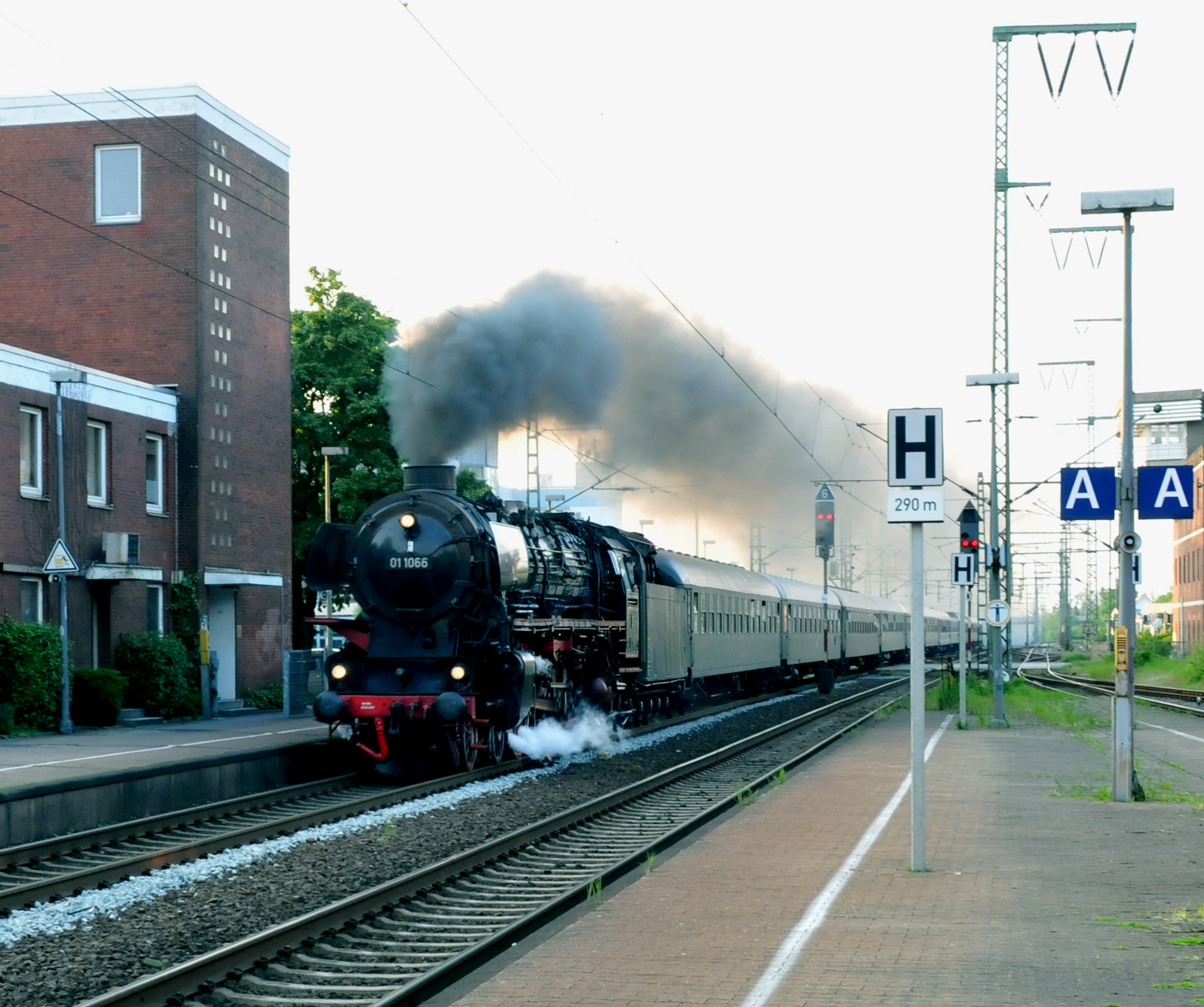

In dit overzicht staan eveneens treinen van de Deutsche Bundesbahn (DB) en van de Deutsche Reichsbahn (DR)